# Папужець тонганський
Папужець тонганський (Eclectus infectus) — вимерлий вид папуг, який мешкав на островах Тонга, Вануату і, можливо, на Фіджі. Його найближчим живим родичем був папуга зелено-червоний (Eclectus roratus), який має пропорційно більші крила. Викопний матеріал, знайдений у листопаді 1989 року в пізньоплейстоценових і голоценових відкладах на островах Еуа, Ліфука, Уїха та Вануату. Вид описаний у 2006 році Девідом Вільямом Стедменом.

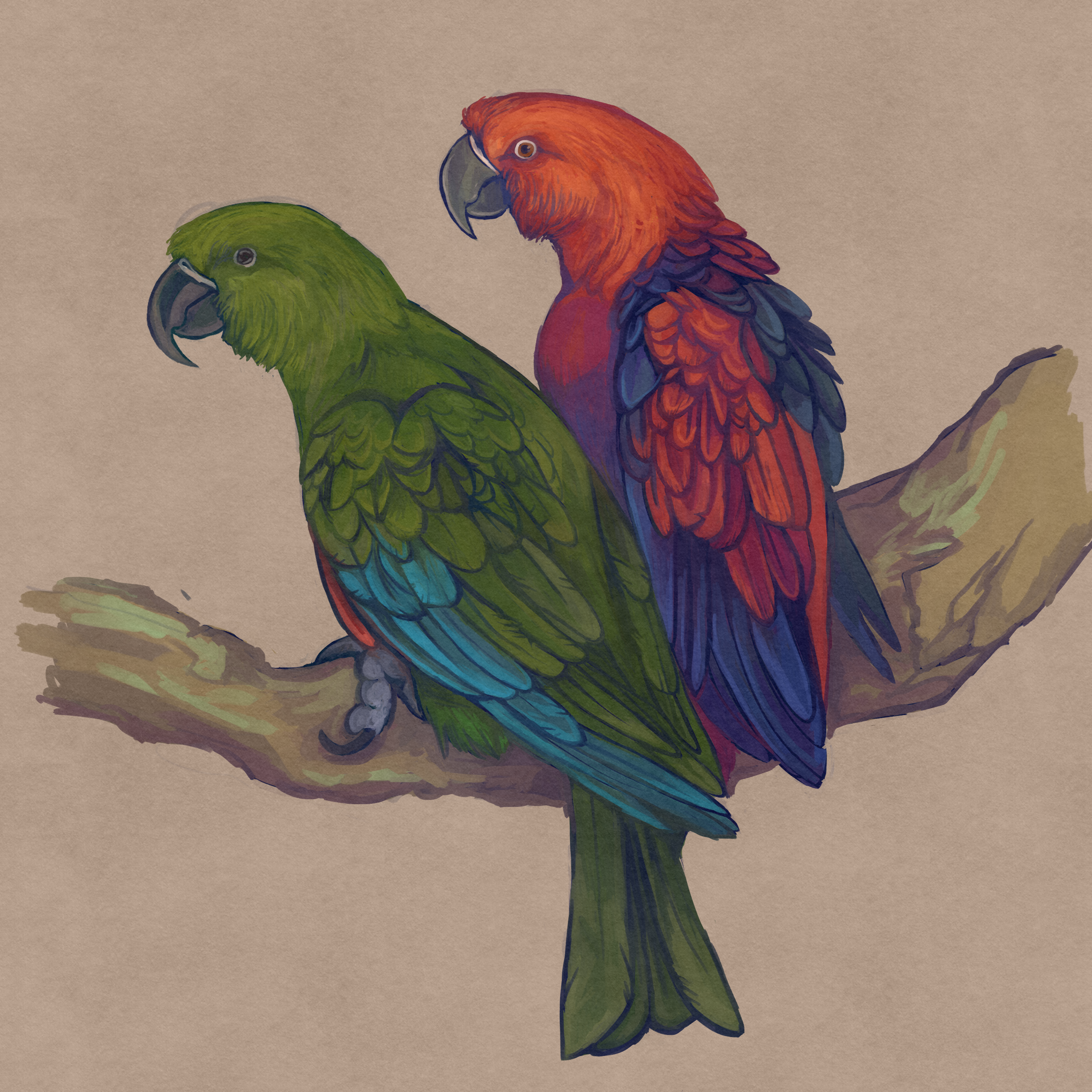
Відновлення життя самця і самки

Eclectus infectus вимер на островах Тонга 3000 років тому, ймовірно, через фактори, спричинені появою людей. На островах Вавау він, можливо, зберігся в історичні часи, оскільки серед малюнків, створених у 1793 році під час тихоокеанської експедиції Алессандро Маласпіни, є один ескіз, який зображує подібного папугу.
Викопні рештки Eclectus infectus були знайдені в археологічних розкопках на островах Тонга і Вануату. Імовірно, вид також існував на Фіджі. E. infectus мав пропорційно менші крила, ніж папуга зелено-червоний. Вид вимер після появи людей на островах 3000 років тому, ймовірно, внаслідок антропогенних факторів (втрата середовища існування, інтродуковані види).